# Park prirode Zittau
Park prirode Zittau (njemački: Naturpark Zittauer Gebirge) je zakonom zaštićeno područje u njemačkoj saveznoj državi Saskoj. Unatoč tome što se nalazi na tromeđi granice Njemačke s Češkom i Poljskom, park cijelom svojom površinom pripada Njemačkoj. Većinu od 133 km² zaštićene prirode čini planinski kraj istoimenog gorja s bujnom listopadnom i crnogoričnom šumom u svome podnožju koja je stanište brojnim biljnim i životinjskim vrstama koje su prije urbanizacije prirodno živjele u ovom kraju.
Radi oporavka prirodnih staništa i povratka životinjskih vrsta, cijelo područje 2008. proglašeno je parkom prirode.
S 13.337 hektara park zauzima 0,7% površine Saske i jedan je od manjih u Njemačkoj. Ovisno o pružanju planinskog lanca Zittau, raznovrsnosti životinjskog i biljnog svijeta i namjeni, park je podijeljen u tri područja, tzv.  Schutzzone (1, 2 i 3). Najveća od njih je  Schutzzone II, koja zauzima oko 56% površine parka i strogo je zaštićeno područje. S druge strane,  Schutzzone III je turističko područje s pješačkim i biciklističkim stazama te organiziranim obilascima.
Park je dom brojnih u Europi ugroženih vrsta šišmiša, poput crnog i velikog šišmiša, koji obitavaju u vapnenačkim pukotinama i špiljama. Osim njih, u parku žive i mali potkovnjak i jezerski šišmiš, koji obitava u skrovitim i važnim mjestima, te sjeverni šišmiš, vrlo rijedak u Europi. Zbog svog bogatstva raznim vrstama šišmiša, od kojih su neke pri rubu izumiranja u većini Europe, Park prirode Zittau ima istraživačko središte za istraživanje obilježja i rasprostranjenosti različitih vrsta unutar šišmiša i srodnih letača unutar parka. Tako tu žive i resasti šišmiš, šišmiši iz roda Nyctalus, mali i smeđi uhati šišmiš.
Od ostalih sisavaca, u zaštićenom području Zittaua žive i drugi sisavci poput puha orašara, koji obitava u šiblju i divljim živicama bjelogoričnih šuma, alpska rovka, jedna od alpskih endemskih vrsta, europski dabar i više vrsta jazavaca. Ornitološko bogatsvo očituje su u brojnim, unutar Europske unije ugroženih vrsta, poput sivog sokola, sove ušare, planinskog ćuka, crne žune i djetlića. Ostale značajnije vrste su kosac, stanovnik livada, vodomar, koji živi uz tekućice, nekoliko ptica iz porodice svračaka (najpoznatiji riđavi svračak) i jastrebova, koji su intenzivnim lovom tijekom povijesti bili gotovo istrjebljeni.

## Vanjske poveznice
- Službene stranice - www.naturpark-zittauer-gebirge.de (njem.)